# Parafia Trójcy Świętej w Słupi
Parafia Trójcy Świętej – parafia rzymskokatolicka w Słupi (diecezja kielecka, dekanat sędziszowski). Erygowana w 1326. Mieści się pod numerem 1. Duszpasterstwo w niej prowadzą księża diecezjalni.